# Nienadówka
Nienadówka est une localité polonaise de la gmina de Sokołów Małopolski, située dans le powiat de Rzeszów en voïvodie des Basses-Carpates.